# 土耳其廣播電視公司兒童頻道
土耳其廣播電視公司兒童頻道（土耳其語：TRT Çocuk）是土耳其廣播電視公司一條於2008年開播的電視頻道，主要播放各類兒童卡通、戲劇和娛樂節目。這條頻道曾經在2011年至2017年期間與土耳其廣播電視公司學校頻道共用一條頻道，並於2017年開播高清電視訊號。